# Wodorosiarczyn wapnia
Wodorosiarczyn wapnia (nazwa Stocka: wodorosiarczan(IV) wapnia), Ca(HSO
3)
2 – nieorganiczny związek chemiczny, wodorosól wapniowa kwasu siarkawego. Jest stosowany jako dodatek do żywności o numerze E227.
Sól tę otrzymuje się w reakcji:
CaCO3 + 2H2SO3 → Ca(HSO3)2 + H2O + CO2
Związek ten jest stosowany jako dodatek do żywności: przeciwutleniacz, konserwant i stabilizator koloru wina i suszonych owoców. Stosuje się go również do produkcji pulpy przez rozpuszczanie w nim ligniny, również jako środek zwiększający klarowność napojów.